# Miquel Blay i Fàbregas

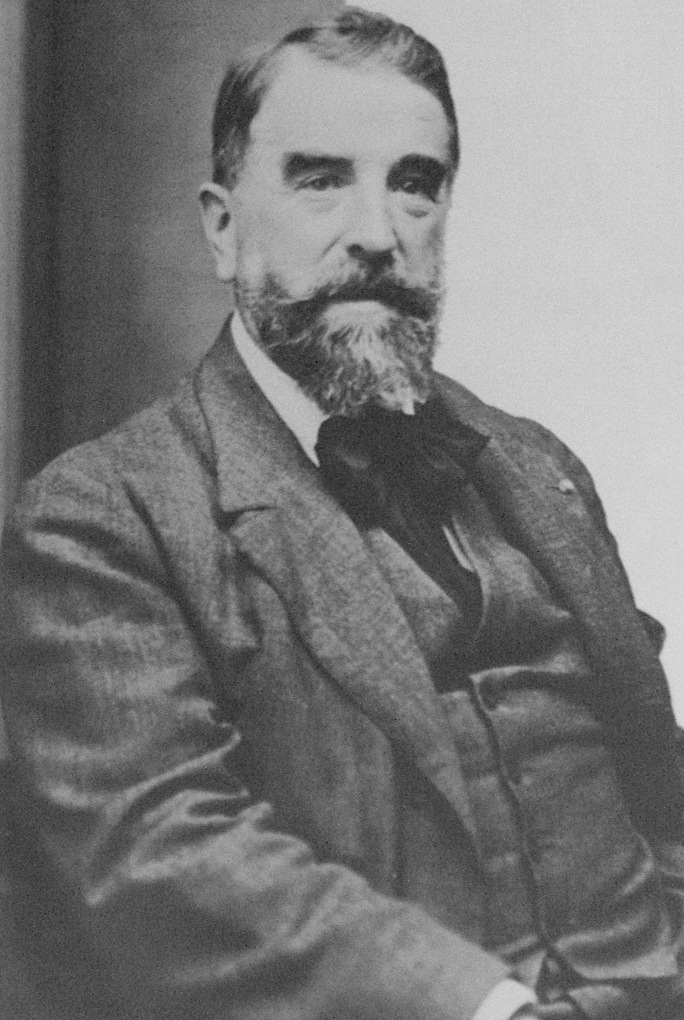
Miquel Blay i Fàbregas um 1920

Miquel Blay i Fàbregas (* 1866 in Olot, Katalonien; † 1936 in Madrid) war ein katalanischer Bildhauer des Realismus und Symbolismus.

## Leben und Werk
Miquel Blay arbeitete ab 1880 von seinem 14. bis zu seinem 22. Lebensjahr in dem Atelier „El Arte Cristiano“ zur Herstellung religiöser Volkskunst der Brüder Vayreda (Joaquim und Marià Vayreda i Vila) in Olot. Sein Lehrer Josep Berga i Boix vermittelte ihm hier eine herausragende Zeichen- und Skulpturtechnik. Diese integrierte er in eine sehr persönliche, ausdrucksstarke Bildhauerkunst voller Leben. Das Werk Miquel Blays markiert einen Einschnitt in der spanischen Bildhauerkunst, die zu seiner Zeit kein herausragendes Niveau erreichte.
Von 1888 bis 1893 ging Blay zunächst als Stipendiat nach Paris an die Académie Julian und zu dem Bildhauer Henri Chapu. Der Lyrismus von Auguste Rodin und die idealistische Darstellung sozialer Themen durch Constantin Meunier haben ihn in Paris zutiefst beeindruckt. 1992 ging er ebenfalls als Stipendiat nach Rom, wo er sich mehr auf die Ausbildung der emblematisch-sinnbildlichen und symbolische Dimension in seinem Schaffen als Bildhauer konzentrierte. In seinem Werk „Els primers freds“ (1892) kommt die Neigung zum sozialen Realismus einerseits in der männlichen Figur und die tiefgehende Symbolik in der weiblichen Figur der Gruppe besonders zum Ausdruck. Die folgenden weibliche  Skulpturen wie „Margheritina“ (1892), „Ondina“ (1895), „Dona i Flors“ (1899) und „Pensativa“ (1900, die Nachdenkliche) sind eindeutig dem Symbolismus verpflichtet. Dagegen hat Blay zeitgleich mehrere männliche Skulpturen (wie die Büste „Del meu Poble“ (1890) oder die Figuren „el fonedor“ (der Gießer) und „el barrinaire“ (der Sprengmeister) beide im Komplex des Denkmals für Víctor Chávarri (1903) integriert) in deutlich realistischer Weise ausgestaltet. 1906 ging Blay als Dozent nach Madrid, wo er sich mit Auftragsarbeiten zur Abbildung von Personen in groß dimensionierten Plastiken auseinandersetzte. Am 13. Dezember 1906 weihte die spanische Königsfamilie in Madrid das „Denkmal für Doktor Federico Rubio“ ein. Dieses Denkmal zu Ehren der genannten Person repräsentiert gleichzeitig eine Allegorie der Menschheit, die dargestellt in einer Mutter mit ihren Kindern dem Arzt Blumen überreicht.
Blay erhielt für sein künstlerisches Werk zahlreiche Ehrungen. Das Werk „Els primers freds“ von 1892 wurde mehrfach prämiert und gilt als eines der herausragendsten Werke der spanischen Bildhauerei dieser Zeit. Blay war unter anderem Mitglied der Akademie der schönen Künste in Barcelona und in Madrid.

## Werke

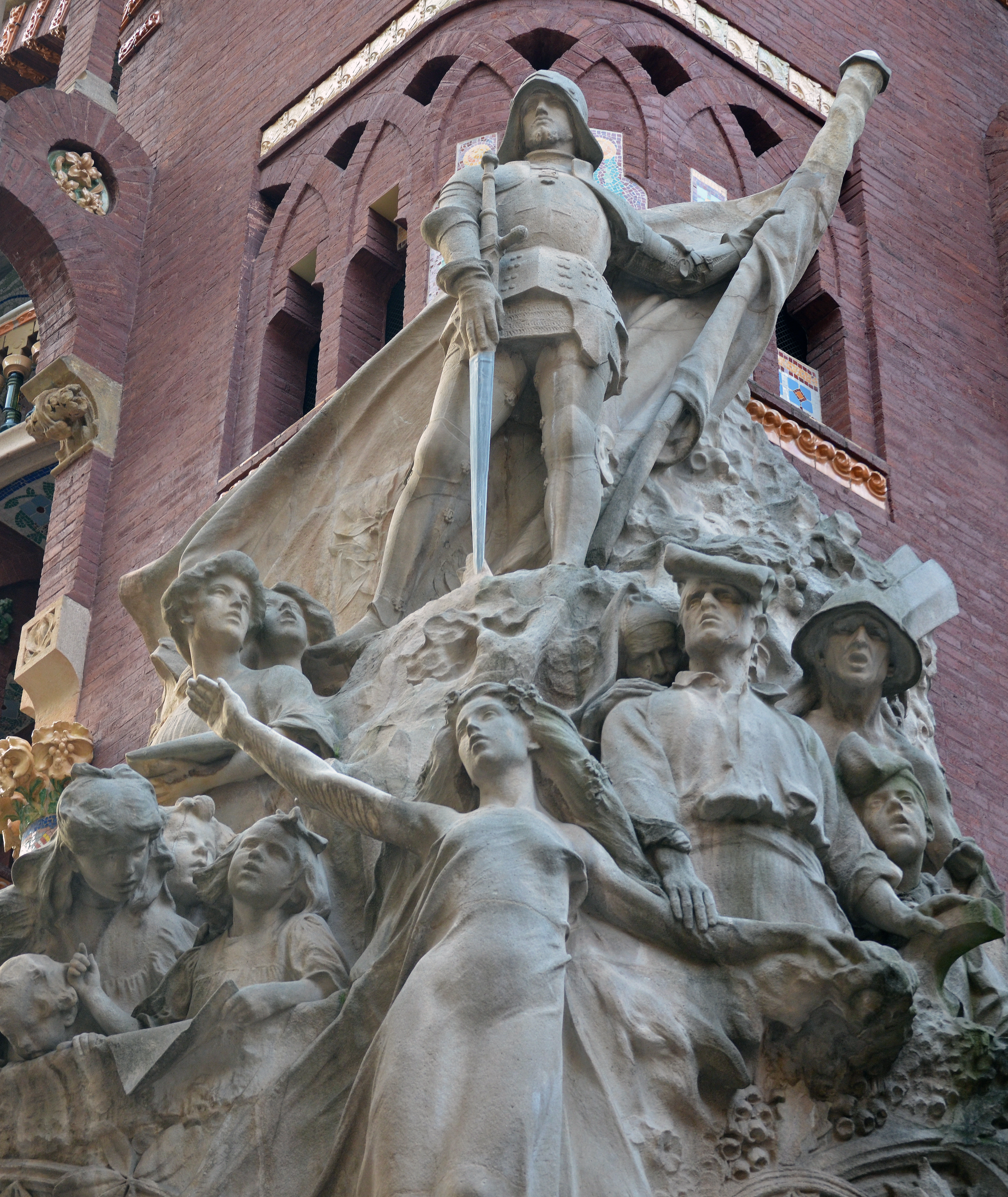
Miquel Blay: Cançó popular, Figurengruppe am Palau de la Música Catalana in Barcelona

Berühmte Werke von Miquel Blay sind:
- Del meu poble (1890, Büste, Aus meinem Volk, Museu d’Art Modern, Barcelona)
- Els primers freds (1892, Die erste Kälte, Palau de les Belles Arts, Barcelona)
- Margheritina (1892, Museu Comarcal, Olot)
- Ondina (1895, Museu Comarcal, Olot)
- Dona i Flors (1899, Museu Comarcal, Olot)
- Pensativa (1900, Die Nachdenkliche, Real Academia de Bellas Artes de San Fernando, Madrid)
- Denkmal für Víctor Chávarri (1903, Portugalete, Baskenland, baskischer Industrieller aus der Schwerindustrie)
- Denkmal für Federico Rubio (1906, Madrid, spanischer Arzt und Politiker)
- Eclosió (1908, Die Entfaltung, Garrotxa-Museum, Olot)
- Cançó popular (1909, Volkslied, Figurengruppe am Palau de la Música Catalana in Barcelona)
- Denkmal für Alfons XII (1909, Madrid, Parque del Retiro, Spanischer König)
- Denkmal für Mariano Moreno in Buenos Aires (1910, Argentinischer Rechtsanwalt und Politiker)
- Der Springbrunnen an der Plaça d'Espanya in Barcelona (1929, Weltausstellung)